# Dirocoremia ingae
Dirocoremia ingae är en skalbaggsart som först beskrevs av Elineide E. Marques 1994.  Dirocoremia ingae ingår i släktet Dirocoremia och familjen långhorningar. Inga underarter finns listade i Catalogue of Life.